# Vườn quốc gia Boonoo Boonoo
Vườn quốc gia Boonoo Boonoo là một vườn quốc gia ở bang New South Wales, Úc, cách thành phố Sydney 571 km về phía bắc và cách thành phố Tenterfield 26 km về phía đông bắc.
Sông Boonoo Boonoo chảy qua vườn quốc gia này. Trong vườn có một thác nước cao 210 m, và một rừng ưa mưa phủ kín hẻm núi.
Các hoạt động hấp dẫn du khách tới vườn là bơi lội, đi bộ và cắm trại trong rừng cây bụi.